# Ley de Inteligencia Artificial
La Ley de Inteligencia Artificial es un Reglamento que fue aprobado por el Parlamento Europeo el 13 de marzo de 2024 y entró en vigor el 1 de agosto de 2024. Fue propuesto el 21 de abril de 2021 por la Comisión Europea en el marco de la estrategia Década Digital 2030, con el objetivo de introducir un marco normativo y jurídico único para los sistemas de inteligencia artificial que operen en la Unión Europea. Se trata de la primera ley en el mundo sobre inteligencia artificial, que pretende mitigar los riesgos que supone para la seguridad europea, y los derechos fundamentales de los ciudadanos de la Unión. Su ámbito de aplicación abarca todos los sectores, excepto el militar, y todos los tipos de inteligencia artificial.  
Como Reglamento de productos, la propuesta no confiere derechos a los particulares, sino que regula y supervisa a los proveedores de sistemas de inteligencia artificial y a las entidades que hacen uso de ellos a título profesional. 
La ley clasifica las aplicaciones de inteligencia artificial en función de su riesgo y las regula en consecuencia. Las aplicaciones de bajo riesgo no se regulan en absoluto, ya que los Estados miembros, gracias a la armonización máxima, no pueden regularlas en mayor medida y no se aplican las leyes nacionales vigentes relativas a la regulación del diseño o el uso de tales sistemas. Se prevé un código de conducta voluntario para estos sistemas de bajo riesgo, aunque no estará presente desde el principio. Los sistemas de riesgo medio y alto requerirán una evaluación obligatoria de la conformidad, realizada como autoevaluación por el proveedor, antes de su comercialización. En el caso de algunas aplicaciones especialmente críticas que ya requieren una evaluación de la conformidad supervisada en virtud de la legislación comunitaria vigente, por ejemplo en el caso de los productos sanitarios, la autoevaluación del proveedor con arreglo a los requisitos de la Ley IA sería examinada por el organismo notificado que realice la evaluación en virtud de esa normativa, como el Reglamento sobre los productos sanitarios.
La ley también impone prohibiciones a determinados tipos de aplicaciones, a saber, el reconocimiento biométrico a distancia, las aplicaciones que manipulan subliminalmente a las personas, las aplicaciones que explotan vulnerabilidades de determinados grupos de forma perjudicial y la evaluación social. Para las tres primeras se propone un régimen de autorización en el contexto de la aplicación de la ley, pero la evaluación social se prohibiría por completo.
La ley también propone la introducción de una Junta Europea de Inteligencia Artificial que fomentará la cooperación interestatal y garantizará que se respete la regulación.
Al igual que el Reglamento General de Protección de Datos (RGPD), la Ley de IA podría convertirse en una referencia mundial para otros países que quieran legislar sobre la inteligencia artificial. Ya está teniendo impacto más allá de Europa; en septiembre de 2021, el Congreso de Brasil aprobó un proyecto de ley que crea un marco legal para la inteligencia artificial.
El Consejo adoptó su orientación general sobre la Ley de IA el 6 de diciembre de 2022. Alemania apoya la posición del Consejo, pero sigue considerando que es necesario introducir algunas mejoras, tal como se formula en una declaración adjunta del Estado miembro.

## Disposiciones

### Categorías de riesgo
Existen diferentes categorías de riesgo según el tipo de aplicación, con una categoría específica dedicada a la inteligencia artificial generativa de propósito general:
- Riesgo inaceptable – Las aplicaciones de IA en esta categoría están prohibidas, excepto por excepciones específicas.[14] Cuando no se aplica ninguna exención, esto incluye aplicaciones de IA que manipulan el comportamiento humano, aquellas que utilizan identificación biométrica remota en tiempo real (como reconocimiento facial) en espacios públicos y aquellas utilizadas para el puntaje social (clasificación de individuos en función de sus características personales, estatus socioeconómico o comportamiento).[15]
- Alto riesgo – Aplicaciones de IA que se espera que representen amenazas significativas para la salud, seguridad o los derechos fundamentales de las personas. Notablemente, los sistemas de IA utilizados en salud, educación, reclutamiento, gestión de infraestructuras críticas, aplicación de la ley o justicia. Están sujetos a obligaciones de calidad, transparencia, supervisión humana y seguridad, y en algunos casos requieren una "Evaluación del Impacto sobre los Derechos Fundamentales" antes de su implementación.[16] Deben ser evaluados tanto antes de ser comercializados como a lo largo de su ciclo de vida. La lista de aplicaciones de alto riesgo puede ampliarse con el tiempo, sin necesidad de modificar la propia Ley de IA.[17]
- IA de propósito general – Añadida en 2023, esta categoría incluye, en particular, modelos base como ChatGPT. A menos que los pesos y la arquitectura del modelo se liberen bajo una licencia de código abierto, en cuyo caso solo se requiere un resumen de los datos de entrenamiento y una política de cumplimiento de derechos de autor, están sujetos a requisitos de transparencia. Los sistemas de IA de propósito general de alto impacto, incluidos los de código abierto, que podrían representar riesgos sistémicos (notablemente aquellos entrenados usando una capacidad computacional superior a 1025 FLOPS)[18] también deben someterse a un proceso de evaluación exhaustivo.[15]
- Riesgo limitado – Los sistemas de IA en esta categoría tienen obligaciones de transparencia, asegurando que los usuarios estén informados de que están interactuando con un sistema de IA y permitiéndoles tomar decisiones informadas. Esta categoría incluye, por ejemplo, aplicaciones de IA que permiten generar o manipular imágenes, sonidos o videos (como los deepfakes).[15]
- Riesgo mínimo – Esta categoría incluye, por ejemplo, sistemas de IA utilizados en videojuegos o filtros de spam. Se espera que la mayoría de las aplicaciones de IA caigan en esta categoría.[19] Estos sistemas no están regulados, y los Estados miembros no pueden imponer regulaciones adicionales debido a las normas de armonización máxima. Las leyes nacionales existentes sobre el diseño o uso de dichos sistemas se reemplazan. Sin embargo, se sugiere un código de conducta voluntario.[20]

### Exenciones
Los artículos 2.3 y 2.6 eximen de la ley a los sistemas de IA utilizados con fines militares o de seguridad nacional o para investigación y desarrollo puramente científicos. 
El artículo 5.2 prohíbe la videovigilancia algorítmica únicamente si se realiza en tiempo real. Las excepciones que permiten la videovigilancia algorítmica en tiempo real incluyen objetivos policiales que incluyen "una amenaza real y presente o real y previsible de ataque terrorista". 
El considerando 31 de la ley establece que su objetivo es prohibir "los sistemas de inteligencia artificial que proporcionen puntuación social a personas físicas por parte de actores públicos o privados", pero permite "prácticas legales de evaluación de personas físicas que se lleven a cabo para un propósito específico de conformidad con las normas de la Unión y ley Nacional."  La Quadrature du Net interpreta que esta exención permite sistemas de puntuación social específicos del sector,  como la puntuación de sospecha utilizada por la agencia francesa de pagos familiares.  

### Gobernanza
La ley establece diversos órganos nuevos en el artículo 64 y siguientes. Estos órganos tienen la tarea de implementar y hacer cumplir la ley. El enfoque combina la coordinación a nivel comunitario con la implementación nacional, involucrando tanto a las autoridades públicas como a la participación del sector privado.
Se crearán los siguientes nuevos órganos:  
1. Oficina Europea de Inteligencia Artificial: adscrita a alguna Dirección General de la Comisión Europea, esta autoridad coordinará la implementación de la ley en todos los Estados miembros y supervisará el cumplimiento de los proveedores de IA de propósito general y que operen en más de un Estado.
2. Junta Europea de Inteligencia Atrificial: compuesta por un representante de cada Estado miembro, la Junta asesorará y ayudará a la Comisión y a los Estados miembros para facilitar la aplicación coherente y eficaz de la ley. Sus tareas incluyen recopilar e intercambiar experiencia técnica y regulatoria, brindar recomendaciones, opiniones escritas y otros consejos.
3. Foro Asesor: establecido para asesorar y proporcionar experiencia técnica a la Junta y a la Comisión, este foro representará una selección equilibrada de partes interesadas, incluida la industria, las empresas emergentes, las pequeñas y medianas empresas, la sociedad civil y el mundo académico, asegurando que un amplio espectro de opiniones está representado durante el proceso de implementación y solicitud.
4. Panel científico de expertos independientes: este panel brindará asesoramiento técnico y aportes a la Oficina de IA y a las autoridades nacionales, hará cumplir las reglas para los modelos de IA de uso general (en particular, mediante el lanzamiento de alertas calificadas de posibles riesgos para la Oficina de IA) y garantizará que las reglas y las implementaciones de la ley corresponden a los últimos descubrimientos científicos.

Si bien está previsto el establecimiento de nuevos organismos a nivel de la UE, los Estados miembros tendrán que designar "autoridades nacionales competentes".  Estas autoridades serán responsables de garantizar la aplicación e implementación de la ley y de realizar la "vigilancia del mercado".  Verificarán que los sistemas de IA cumplan con las regulaciones, en particular verificando el correcto desempeño de las evaluaciones de conformidad y designando a terceros para llevar a cabo evaluaciones de conformidad externas.

### Aplicación
La Ley regula la entrada al mercado interior de la UE utilizando el Nuevo Marco Legislativo. Contiene requisitos esenciales que todos los sistemas de IA deben cumplir para acceder al mercado de la UE. Estos requisitos esenciales se transmiten a las organizaciones europeas de normalización, que desarrollan normas técnicas que detallan más estos requisitos. 
Exige que los Estados miembros establezcan sus propios organismos notificantes. Se realizan evaluaciones de conformidad para verificar si los sistemas de IA cumplen con los estándares establecidos en la ley.  Esta evaluación se puede realizar de dos maneras: mediante una autoevaluación, en la que el proveedor del sistema de IA verifica la conformidad, o mediante una evaluación de la conformidad de un tercero, en la que el organismo notificante realiza la evaluación.  Los organismos notificantes también tienen autoridad para realizar auditorías para garantizar evaluaciones de conformidad adecuadas. 
Han surgido críticas sobre el hecho de que muchos sistemas de IA de alto riesgo no requieren evaluaciones de conformidad de terceros.    Algunos comentaristas sostienen que se necesitan evaluaciones independientes de terceros para que los sistemas de IA de alto riesgo garanticen la seguridad antes de su despliegue. Los juristas han sugerido que los sistemas de inteligencia artificial capaces de generar deepfakes para desinformación política o crear imágenes íntimas no consensuadas deberían clasificarse como de alto riesgo y estar sujetos a una regulación más estricta. 

## Procedimiento legislativo
En febrero de 2020, la Comisión Europea publicó el "Libro Blanco sobre la Inteligencia Artificial: un enfoque europeo hacia la excelencia y la confianza".  En octubre de 2020, tuvieron lugar debates entre líderes de la UE en el Consejo Europeo . El 21 de abril de 2021, la Comisión propuso oficialmente la ley. El 6 de diciembre de 2022, el Consejo Europeo adoptó la orientación general, permitiendo iniciar las negociaciones con el Parlamento Europeo . El 9 de diciembre de 2023, después de tres días de conversaciones "maratonianas", el Consejo y el Parlamento de la UE llegaron a un acuerdo. 
La ley fue aprobada en el Parlamento Europeo el 13 de marzo de 2024, por 523 votos a favor, 46 en contra y 49 abstenciones.  Fue aprobado por el Consejo de la UE el 21 de mayo de 2024.  Entrará en vigor el 1 de agosto de 2024, 20 días después de su publicación en el Diario Oficial el 12 de julio de 2024.   Después de su entrada en vigor, habrá un retraso antes de que sea aplicable, lo que depende del tipo de aplicación. Este retraso es de 6 meses para prohibiciones de sistemas de IA de "riesgo inaceptable", 9 meses para códigos de prácticas, 12 meses para sistemas de IA de uso general, 36 meses para algunas obligaciones relacionadas con sistemas de IA de "alto riesgo" y 24 meses para todo lo demás.  

## Reacciones
Los expertos han argumentado que aunque la jurisdicción de la ley es europea, podría tener implicaciones de largo alcance para las empresas internacionales que planean expandirse a Europa.  Anu Bradford, de Columbia, ha argumentado que la ley proporciona un impulso significativo al movimiento mundial para regular las tecnologías de inteligencia artificial. 
Amnistía Internacional criticó la ley por no prohibir completamente el reconocimiento facial en tiempo real, lo que, según dijo, podría dañar "los derechos humanos, el espacio civil y el Estado de derecho" en la Unión Europea. También criticó la ausencia de una prohibición de exportar tecnologías de inteligencia artificial que puedan dañar los derechos humanos. 
Algunos organismos de control de la tecnología han argumentado que había importantes lagunas en la ley que permitirían a los grandes monopolios tecnológicos afianzar su ventaja en la IA o ejercer presión para debilitar las reglas.   Algunas startups acogieron con agrado la aclaración que proporciona la ley, mientras que otras argumentaron que la regulación adicional haría que las startups europeas no fueran competitivas en comparación con las estadounidenses y chinas.  La Quadrature du Net (LQDN) describió la ley como "hecha a medida para la industria tecnológica, las fuerzas policiales europeas y otras grandes burocracias ansiosas por automatizar el control social". LQDN describió el papel de la autorregulación y las exenciones en la ley para hacerla "en gran medida incapaz de obstaculizar el daño social, político y ambiental relacionado con la proliferación de la IA". 